# Manuel Ferreira
Manuel Ferreira (Trenque Lauquen, 22 oktober 1905 – La Plata, 29 juli 1983) was een Argentijns voetballer en trainer.
Ferreira begon zijn carrière bij Estudiantes. Hij maakte deel uit van de befaamde aanvalslinie Los Profesores samen met Alberto Zozaya, Alejandro Scopelli, Miguel Ángel Lauri en Enrique Guaita. In 1933 maakte hij de overstap naar River Plate, maar keerde terug in 1935 naar Estudiantes.
Ferreira speelde ook voor de nationale ploeg en won in 1927 en 1928 de Copa Lipton tegen Uruguay. In 1928 behaalde hij met zijn team ook de zilveren medaille op de Olympische Spelen en in 1929 won hij met Argentinië het Zuid-Amerikaans kampioenschap.